# Éléphant de Sumatra
Elephas maximus sumatranus
Sous-espèce
Statut de conservation UICN

 CR A2c : 
En danger critique
L'éléphant de Sumatra (Elephas maximus sumatranus) est une des sous-espèces de l'éléphant d'Asie, vivant sur l'île indonésienne de Sumatra.
De morphologie semblable aux autres éléphants d'Asie, il s'en distingue par des oreilles un peu plus grandes et une paire de côtes surnuméraire.
Bien que la classification des différentes populations d'éléphants d'Asie soit encore incertaine, celle de Sumatra est généralement reconnue comme une sous-espèce depuis la publication d'une étude génétique suggérant qu'elle comprend tous les descendants d'un unique ancêtre, et qu'elle est donc monophylétique.
Évalué en 2011 par l'Union internationale pour la conservation de la nature (UICN), l'éléphant de Sumatra est classé « en danger critique d'extinction », sa population ayant diminué d'au moins 80 % au cours des trois dernières générations, estimée à environ 75 ans. Cette sous-espèce est extrêmement menacée par la perte, la dégradation et la fragmentation de son habitat ainsi que par le braconnage. Plus de 69 % de l'habitat potentiel de ces éléphants a été perdu au cours des 25 dernières années.

## Caractéristiques
En général, les éléphants d’Asie sont plus petits que les éléphants d’Afrique. La partie supérieure du bout de leur trompe présente une excroissance semblable à un doigt. Leur dos est convexe ou horizontal. Les femelles sont généralement plus petites que les mâles et ont des défenses courtes ou inexistantes.
Les éléphants de Sumatra atteignent une hauteur au garrot comprise entre 2 et 3,2 m, ils pèsent entre 2 000 et 4 000 kg et possèdent 20 paires de côtes, soit une de plus que les autres éléphants d'Asie,. Leur oreilles sont aussi un peu plus grandes,. Leur couleur de peau est plus claire que celle des autres sous-espèces, et présente une dépigmentation plus modérée.

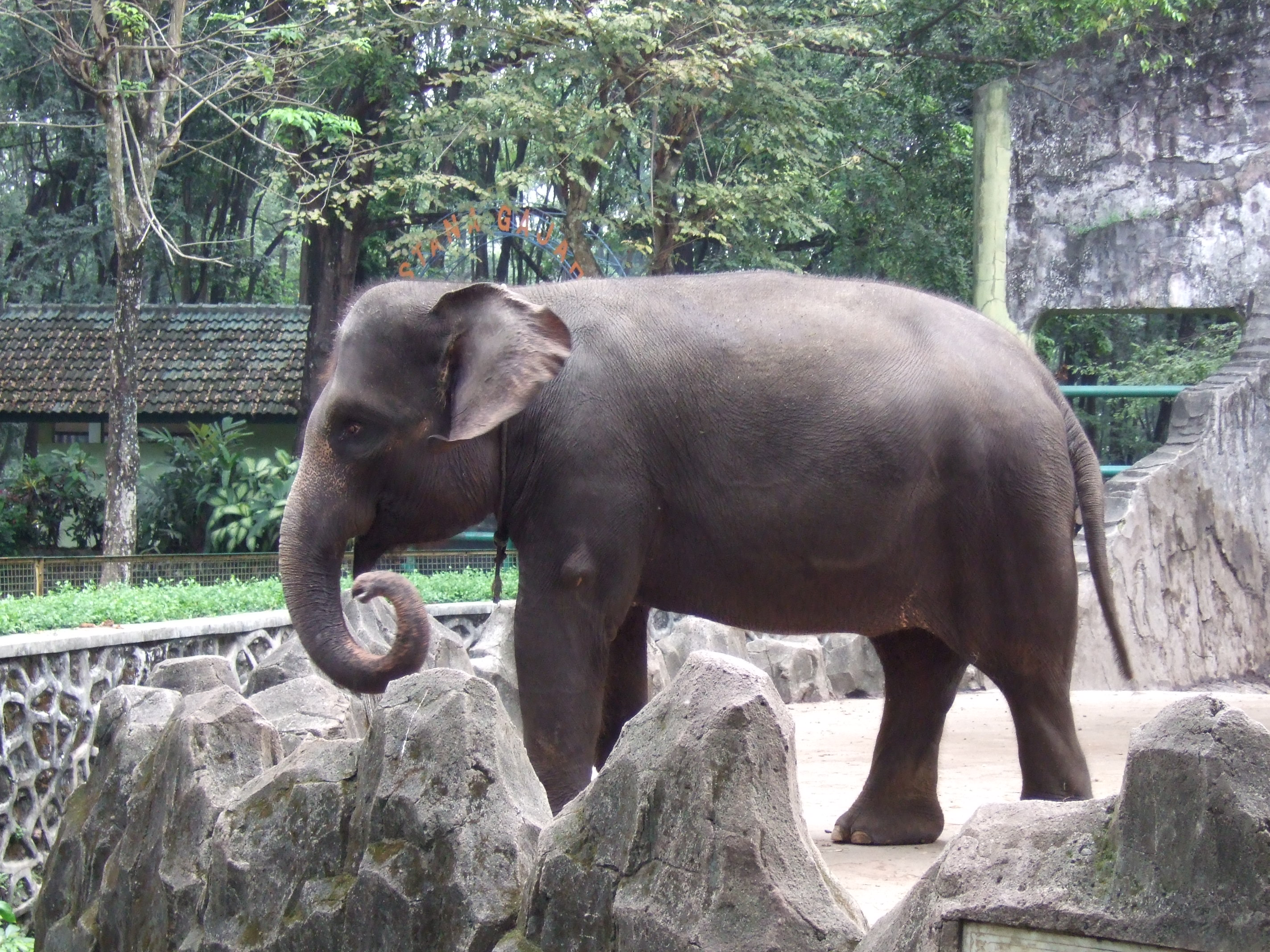
Femelle au Zoo de Ragunan (Jakarta).
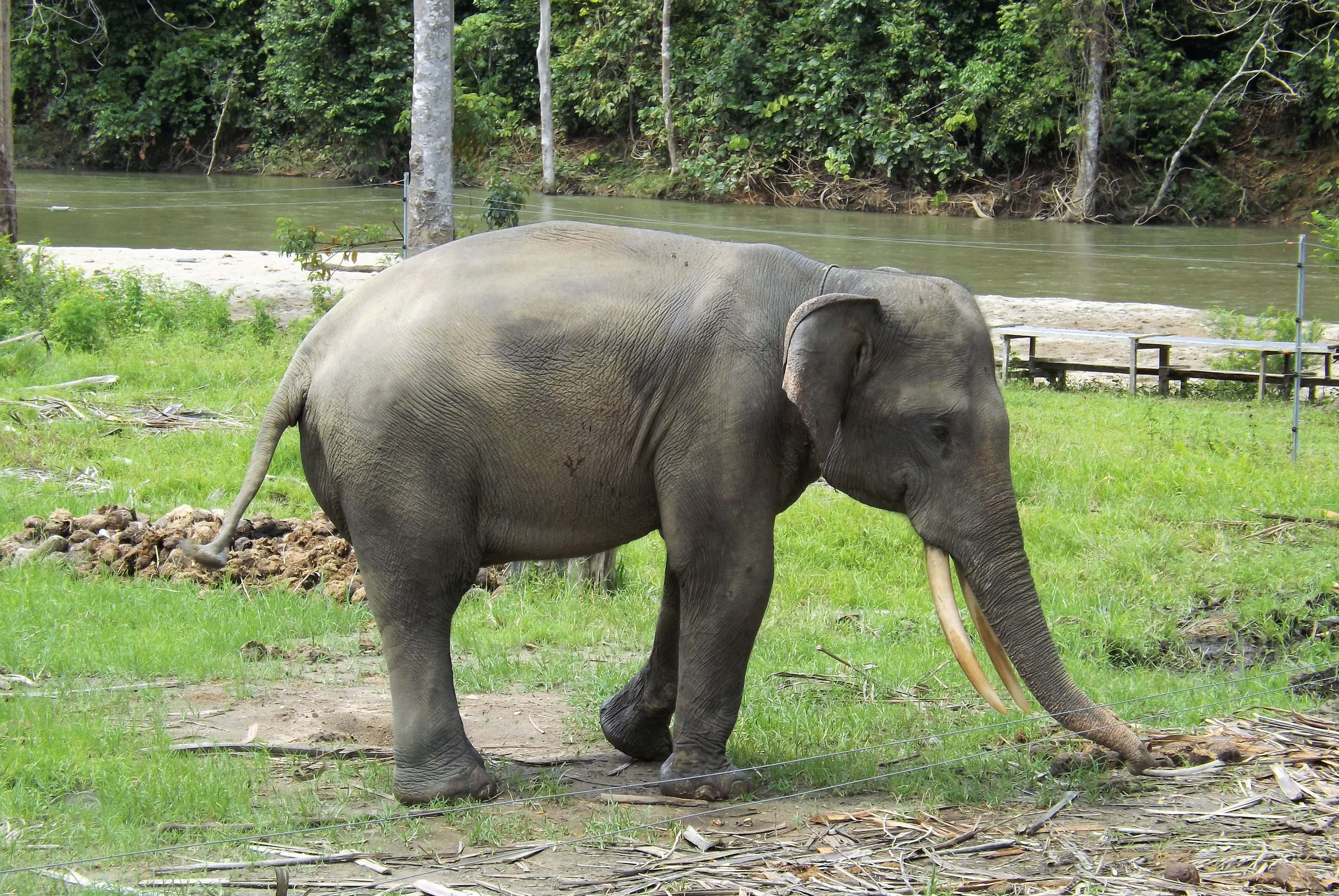
Jeune mâle à Sampoiniet (province d'Aceh).
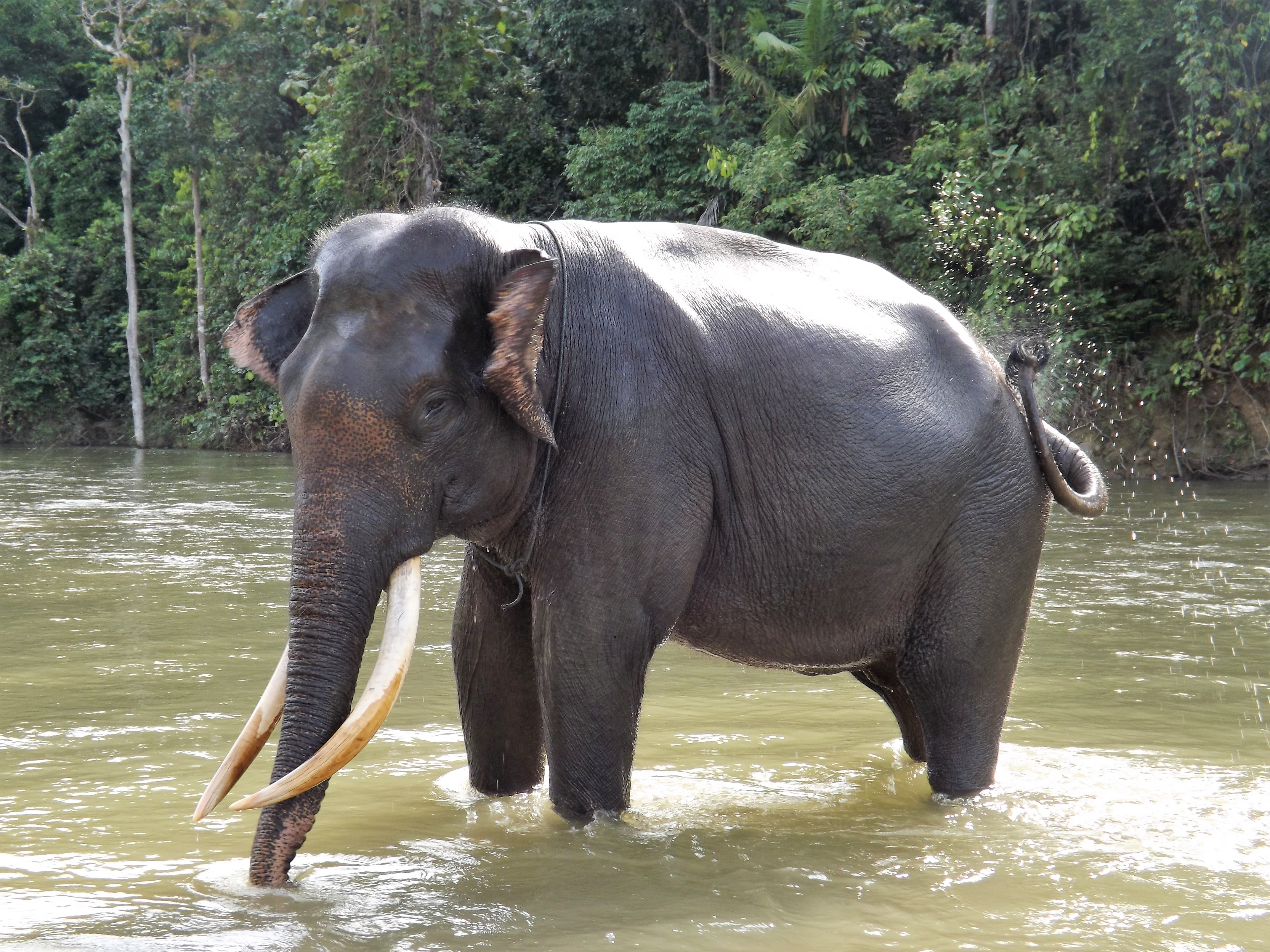
Mâle adulte d'environ 30 ans à Sampoiniet.
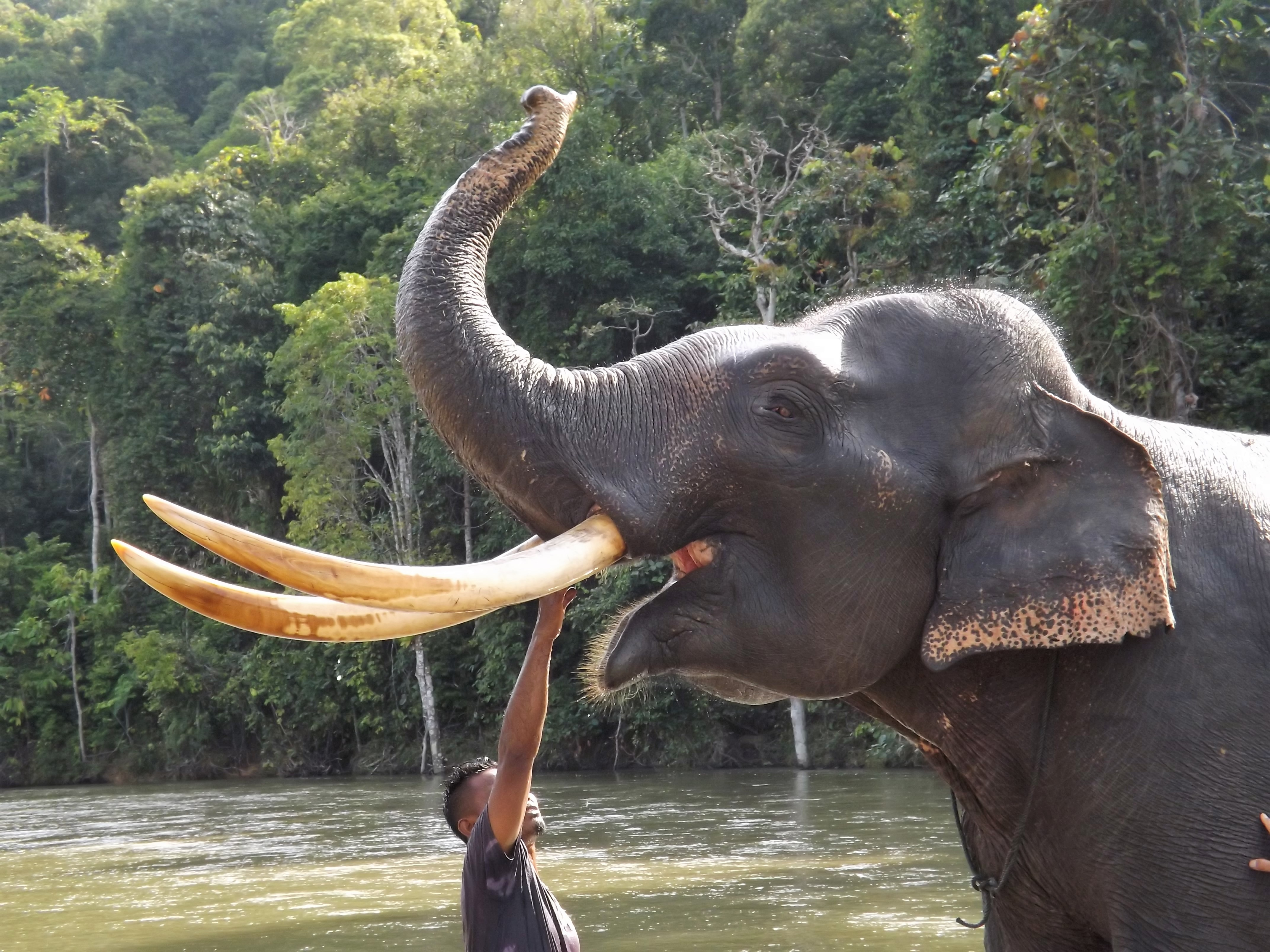
Détail de la tête.

## Écologie et comportement

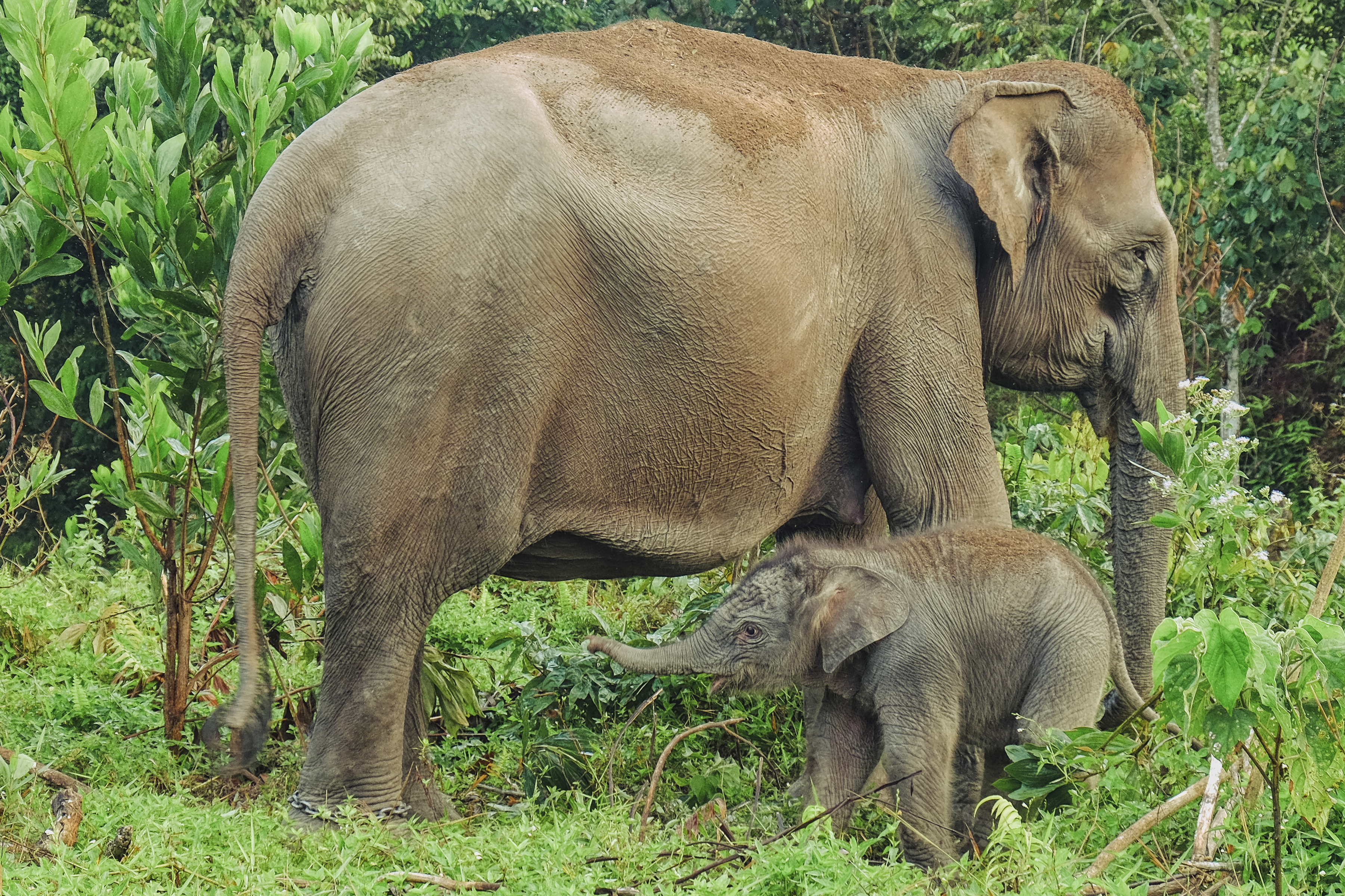
Femelle et jeune dans le parc national de Tesso Nilo.

Les éléphants femelles cessent de se reproduire après 60 ans. La longévité maximale à l'état sauvage est d'environ 60 ans. En captivité, des femelles ont vécu jusqu'à 75 ans, tandis que certains mâles ont vécu 60 ans.
La naissance a lieu la nuit et dure environ 10 secondes. Le nouveau-né est capable de se tenir debout 10 à 30 minutes après.

## Habitat et répartition
L'éléphant de Sumatra avait autrefois une large répartition sur l'île, et la province de Riau aurait eu la population d'éléphants la plus importante de Sumatra, avec plus de 1 600 individus dans les années 1980. En 1985, une enquête rapide menée à l'échelle de l'île avait montré qu'entre 2 800 et 4 800 éléphants vivaient dans les huit provinces continentales de Sumatra, réparties en 44 populations. Selon des enquêtes effectuées entre septembre 2000 et mars 2002, douze de ces populations se trouvaient dans la province de Lampung, où seules trois populations existaient encore en 2002. La population du parc national de Bukit Barisan Selatan était estimée à 498 individus, tandis que celle du parc national de Way Kambas a été estimé à 180 individus. La troisième population du complexe Mont Ridingan-Way Waya était considérée trop petite pour être viable à long terme.
En 2008, les éléphants s'étaient éteints localement dans 23 des 43 aires de répartition identifiées à Sumatra en 1985, indiquant un déclin très important de la population d'éléphants de Sumatra jusqu'à cette date. En 2008, cette sous-espèce avait disparu de la province du Sumatra occidental et risquait également de l'être dans la province du Sumatra du Nord. Dans la province de Riau, environ 350 éléphants ont survécu dans neuf aires de répartition.
La population actuelle d'éléphants de Sumatra est estimée à 2 400 – 2 800 individus sauvages, sans compter les éléphants maintenus dans des camps, réparties au sein de 25 populations fragmentées à travers l'île. Plus de 85 % de leur habitat se trouve en dehors des zones protégées.

## Classification
La classification des différentes populations d'éléphants d'Asie est encore incertaine, et le nombre de sous-espèces reconnues est variable. La population de Sumatra est cependant généralement reconnue comme l'une de ces sous-espèces. Une étude des motifs de variation de l'ADN mitochondrial suggère qu'elle est monophylétique. Ce taxon peut donc être défini comme une evolutionarily significant unit (en).

## Menaces et conservation

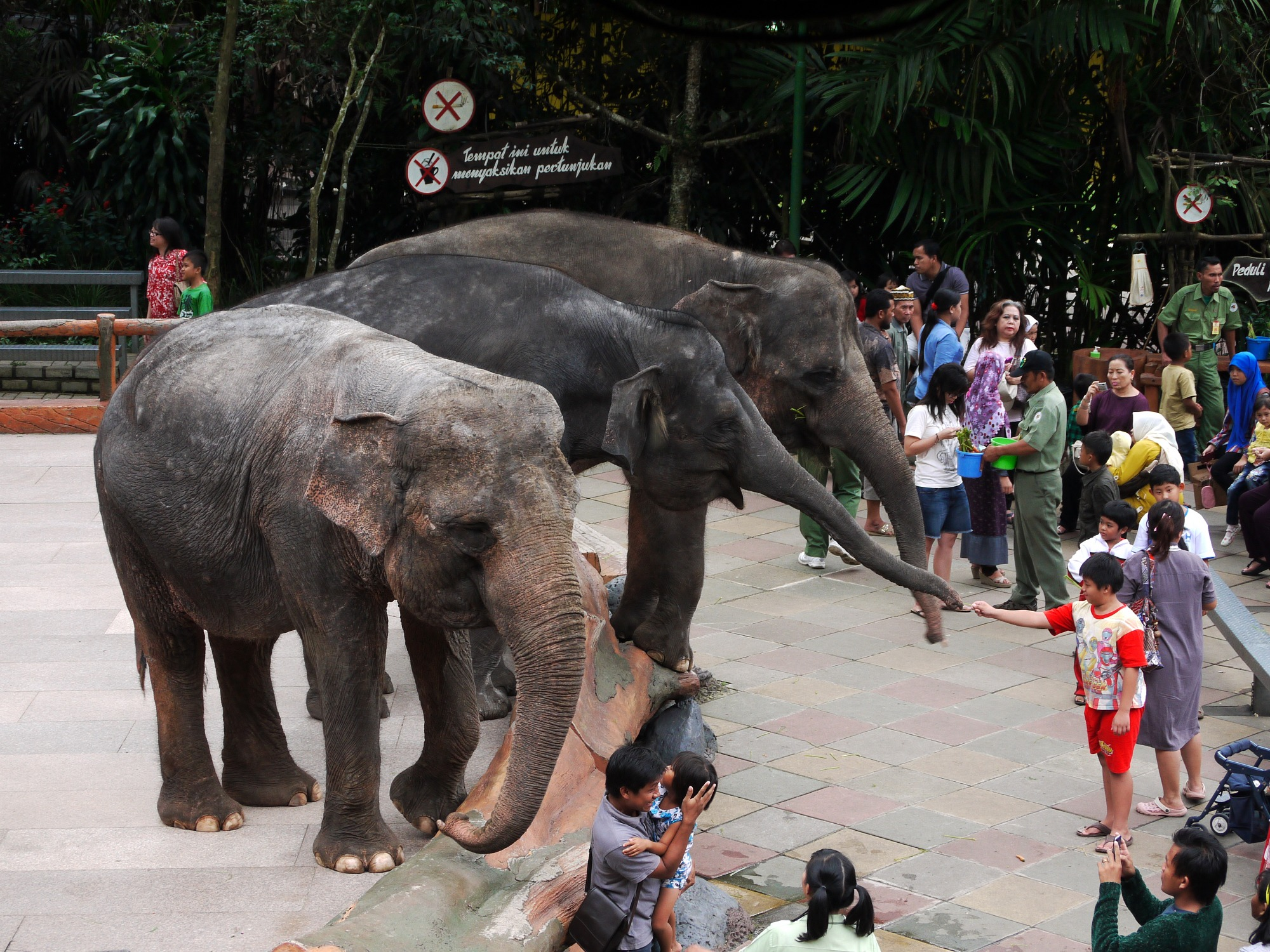
Éléphants de Sumatra au Taman Safari (Java).

En raison de la conversion des forêts en zones agricoles ou en zones d’habitat humain, de nombreuses populations d'éléphants de Sumatra ont vu leur habitat disparaître. En conséquence, de nombreux éléphants ont été capturés ou tués. En plus des morts liées aux conflits, les éléphants sont également la cible du braconnage pour leur ivoire. Entre 1985 et 2007, 50 % des éléphants de Sumatra sont morts. Entre 1980 et 2005, 69 % de l’habitat potentiel de l’éléphant de Sumatra a été détruit, et les forces motrices à l’origine de cette perte d’habitat demeurent essentiellement incontrôlées. Il existe des preuves claires et directes qui montrent que dans deux provinces, Riau et Lampung, des populations entières d'éléphants ont disparu à la suite de la perte de leur habitat. Une grande partie de la couverture forestière restante est constituée de blocs de moins de 250 km², trop petits pour contenir des populations viables d'éléphants.
La plupart des éléphants qui se trouvent dans les camps de Sumatra ont été capturés après des attaques sur les cultures, dans des zones protégées.
Entre 2012 et 2015, 36 éléphants ont été retrouvés morts dans la province d'Aceh, victimes d'empoisonnement, d'électrocution et de pièges. La plupart des éléphants morts ont été retrouvés près des plantations d'huile de palme. Les écologistes pensent que les éléphants de Sumatra pourraient disparaître en moins de dix ans si un terme n’est pas mis au braconnage.
L’Éléphant d'Asie est inscrit à l'Annexe I de la CITES. Les éléphants de Sumatra sont protégés par la loi indonésienne.
En 2004, le parc national Tesso Nilo a été créé dans la province de Riau pour protéger l'habitat de l'éléphant de Sumatra. Cette forêt est l’une des dernières zones suffisamment vastes pour abriter une population viable d’éléphants.
Entre 1986 et 1995, 520 éléphants sauvages ont été capturés et détenus dans six centres de dressage d'éléphants, établis depuis 1986 dans les provinces de Lampung, Aceh, Bengkulu, Sumatra du Sud et du Nord, et Riau. La capture d’éléphants sauvages a été arrêtée en 1999, l'entretien des éléphants captifs étant trop coûteux, et certains des centres étaient surpeuplés. A la fin de l’an 2000, 391 éléphants étaient ainsi gardés dans des centres et quelques-uns dans des zoos et des sites touristiques.